# Ramtjärnen, Hälsingland
Ramtjärnen är en sjö i Hudiksvalls kommun i Hälsingland och ingår i Delångersåns huvudavrinningsområde. Sjön är 4,1 meter djup, har en yta på 0,0369 kvadratkilometer och befinner sig 29,6 meter över havet.